# E-Postbrief
Ein E-Postbrief war ein vom Verfasser mit dem EPost-Service der Deutschen Post digital erstellter und anschließend von der Post in Papierform zugestellter Brief. Das Produkt E-Postbrief wurde zum 30. November 2022 eingestellt. Als Ersatz wurde das Produkt eIDAS Brief eingeführt. 

## Geschichte
Das Produkt E-Postbrief startete am 14. Juli 2010, zwei Tage später waren bereits 250.000 Nutzer angemeldet. Parallel dazu startete eine große Werbekampagne. In den ersten zehn Tagen kam es aufgrund des unerwartet großen Andrangs zu Verzögerungen bei der endgültigen Freischaltung. Bis November 2010 hatten sich über eine Million Privatpersonen als Nutzer angemeldet, aktiv genutzt wurde er jedoch nur von rund 100.000 Menschen.

### Ehemaliger digitaler Empfang
Ziel des digitalen E-Postbriefs war es, höhere Authentizität, besseren Datenschutz und eine stärkere Integrität zu bieten als eine herkömmliche unverschlüsselte E-Mail, die mit einer elektronischen Postkarte verglichen wurde.
Über den E-Postbrief sollten Bürger, Wirtschaft und Verwaltung zuverlässig und vertraulich elektronisch kommunizieren können. Mittels des SSL-verschlüsselten Webportals konnten elektronische Nachrichten als Online-Brief zwischen Kunden des E-Postbrief-Dienstes versendet werden.
Per elektronischem E-Postbrief konnten ausschließlich Kunden des E-Postbrief-Dienstes untereinander kommunizieren. Besaß der Empfänger eines E-Postbriefs keinen elektronischen Briefkasten mit einer persönlichen elektronischen E-Post-Adresse des Dienstes, so wurde die Nachricht durch die Deutsche Post gedruckt, kuvertiert und per Zusteller ausgeliefert.
Beworben wurde das Angebot damit, die elektronische Kommunikation „genauso verbindlich, vertraulich und verlässlich“ wie den Brief zu machen. In einem Urteil des Landgerichts Bonn wurde der Deutschen Post untersagt, das Produkt weiterhin so zu bewerben. Dabei stand der Dienst in Konkurrenz zum staatlich geförderten De-Mail-Dienst.
Für die Authentifizierung während der Anmeldung war ein PostIdent-Nachweis, also das persönliche Vorlegen eines Lichtbildausweises bei der Post, Voraussetzung. Im Rahmen der Anmeldung wurde dem angehenden Nutzer eine sechsstellige Transaktionsnummer per SMS auf sein Mobiltelefon (HandyTAN-Verfahren) geschickt. Auch bei der Nutzung des E-Postbrief-Portals kam dieses Verfahren zum Einsatz. Zur eindeutigen Identifizierung des Nutzers erfolgte später noch die Bestätigung des Hauptwohnsitzes durch eine erneute Zustellung einer sechsstelligen HandyTAN sowie der Eingabe einer per Brief zugestellten einmaligen sechsstelligen AdressTAN, die im E-Postbrief-Portal eingegeben wurde.
Obwohl die zur Nutzung des Dienstes vergebene persönliche Adresse (vorname.nachname@epost.de) wie eine herkömmliche E-Mail-Adresse aussah, konnten unter dieser Adresse keine E-Mails gemäß IETF-Norm RFC 5322 empfangen werden.
Es ließen sich 1000 MB an E-Postbriefen online speichern. Um danach weiterhin eingehende E-Postbriefe erhalten zu können, mussten andere dafür gelöscht werden.
Wie bei normalen Zusendungen galt der E-Postbrief noch am gleichen Tag – spätestens aber am nächsten Tag – als zugegangen und eventuelle Fristen begannen zu laufen. Kunden wurden deshalb in den AGB (I.6.3) dazu aufgefordert, ihr Postfach werktäglich abzurufen, konnten aber per SMS über eingehende E-Postbriefe in Echtzeit informiert werden.

### Ersetzung des digitalen Briefempfangs durch den eIDAS-Brief zum 1. Januar 2020
Das Produkt E-Postbrief wurde zum 1. Januar 2020 eingestellt und durch den eIDAS-Brief gemäß eIDAS-Verordnung ersetzt. Rein elektronische Briefe konnten ab dem 31. Dezember 2019 nicht mehr versandt werden; E-Postbriefe mit klassischer Zustellung (hybride E-Postbriefe) konnten weiterhin uneingeschränkt über das E-Post-Portal und die E-Post-App versandt werden; Empfänger mit einem digitalen Posteingang auf E-Post erhielten parallel kostenlos eine digitale Kopie des Briefes. Auf Nachfrage seitens heise.de erklärte ein Sprecher der Post einschränkend, der eIDAS-Brief werde in der Markteinführungsphase ausschließlich Geschäftskunden zum Versand angeboten. Die Versendung eines eIDAS-Briefes setzte vollständig legitimierte Absender und Empfänger voraus (siehe hierzu auch: Postident).

## Klassischer Versand

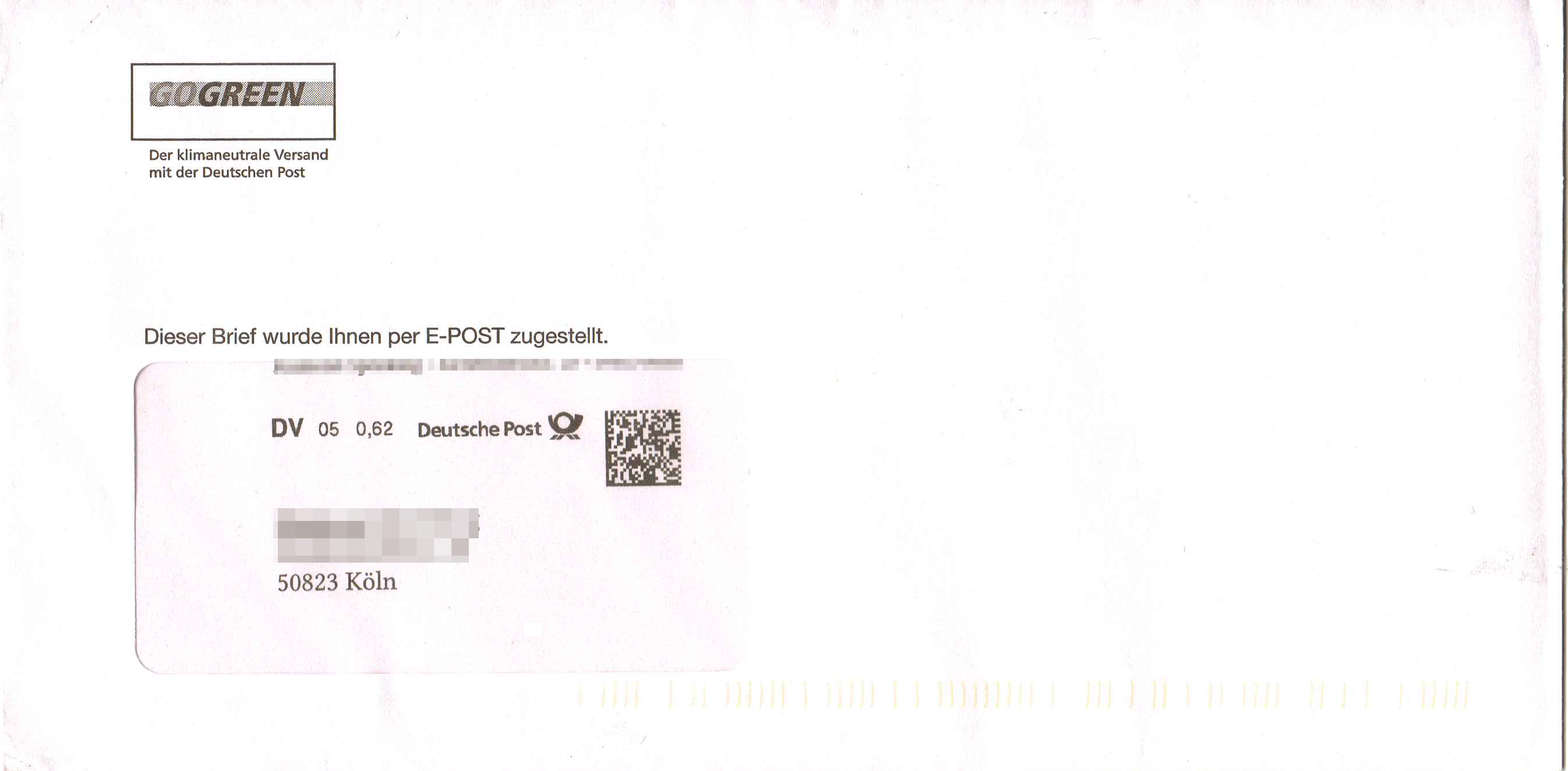
E-Postbrief-Umschlag (2015), klassischer Versand. Im Druckzentrum wurde ein DataMatrix-Code als Frankatur eingedruckt.

Der Brief wurde gedruckt, kuvertiert, frankiert und dem Empfänger auf klassischem Weg per Briefträger zugestellt. Auf diesem Weg konnten alle Empfänger in Deutschland erreicht werden.
Es fielen Basiskosten von 85 Cent an, zusätzlich kostete der Druck jeder Seite 10 Cent. Farbausdrucke kosteten weitere 10 Cent pro Seite. Für den Versand entstanden bei einem Gewicht über 20 Gramm oder ab der vierten Seite weitere Zusatzkosten. Für Geschäftskunden konnten abweichende Preise anfallen.
Der Versand eines E-Postbriefs konnte per Giropay, Kreditkarte oder Lastschrift bezahlt werden.
Außerdem konnten Absender bei beiden Versandarten Zusatzleistungen wählen, welche gegen Aufpreis erhältlich waren:
| Zusatzleistungen beim elektronischen Versand | Preis    | Zusatzleistungen beim klassischen Versand | Preis    |
| -------------------------------------------- | -------- | ----------------------------------------- | -------- |
|                                              |          | Einschreiben                              | 2,79 EUR |
|                                              |          | Einschreiben Eigenhändig                  | 4,99 EUR |
| Einschreiben mit Empfangsbestätigung         | 2,49 EUR | Einschreiben Rückschein                   | 4,99 EUR |
|                                              |          | Einschreiben Eigenhändig Rückschein       | 7,19 EUR |

Seit 2020 war nur noch der klassische Versand in Papierform möglich.
Die Post stellte die aufgegebenen E-Postbriefe am nächsten Arbeitstag zu, wenn diese bis 14:00 Uhr aufgegeben wurden. Später oder an Wochenenden und Feiertagen aufgegebene E-Postbriefe wurden am übernächsten Arbeitstag zugestellt.
Großversendern wie Versicherungen und Telefonanbietern bot die Post einen Nachlass auf das Porto an, wenn sie ihre Schreiben an Kunden elektronisch und verschlüsselt an die Post sendeten, statt sie selbst zu verschicken.

### Zusatzdienste
Mit dem Service E-Postscan bot die Post ihren Kunden an, jegliche Briefe an ihre Adresse abzufangen, einzuscannen und dann zunächst per E-Postbrief und anschließend klassisch in Papierform zu verschicken.

## Kritik
- Der Rechtswissenschaftler Marcel Bisges kritisierte zur Markteinführung, dass der E-Postbrief unter formalen Gesichtspunkten nicht alle Möglichkeiten bietet, die der gewöhnliche Brief erfüllt, namentlich nicht die Schriftform. Er schaffe zwar bessere Beweismöglichkeiten und sei kosteneffizienter, wenn Absender und Empfänger über ein E-Postbrief-Fach verfügen. Er ist für die klassische E-Mail jedoch keine Konkurrenz, sodass der Versuch der Post, an die E-Mail verlorene Marktanteile zurückzugewinnen, für ihn gescheitert sei.[24] Des Weiteren kritisierte die Stiftung Warentest zur selben Zeit, dass die Preise für einen E-Postbrief gleichauf mit den Portokosten für einen normalen Brief liegen, Einschreiben per E-Postbrief zum Teil sogar teurer sind.[25] Zudem sah das Institut das System noch als unausgereift an, besonders den Druckservice. Hauptkritikpunkte waren die langsame Zustellzeit, schlechte Bedienung von E-Postbrief-Anhängen und Fehldrucke, welche trotzdem bezahlt werden müssen. Zum Schluss gab sie an, man „könne bei ausgedruckten Briefen als Absender nicht sicher sein, was beim Empfänger ankommt“.[26] Die Deutsche Post reagierte auf die Kritik mit einer FAQ.[27]
- Der E-Postbrief fiel nicht wie ein normaler Brief unter das Briefgeheimnis, sondern unter das Fernmeldegeheimnis. Das Briefgeheimnis kann nur unter bestimmten Voraussetzungen durch einen Richter aufgehoben werden.[16] Die Aufhebung des Fernmeldegeheimnisses kann ebenfalls nur durch ein Gericht angeordnet werden. Bei Gefahr im Verzug kann dies auch von der Staatsanwaltschaft angeordnet werden, wobei dies binnen drei Tagen nach § 100e Abs. 1 und 2 StPO von einem Gericht bestätigt werden muss.
- Die Post speicherte gemäß den AGB (IV.4.2) die Adressdaten aller Kunden in einem für andere Kunden des E-Postbriefs zugänglichen Adressverzeichnis. Geschäftskunden konnten die Deutsche Post beauftragen, die E-Postbrief-Adresse einer Person mittels einer postalischen Anschrift und mit Hilfe dieses Adressverzeichnisses zu ermitteln.[16]
- Wer kein Mobiltelefon besaß oder seine Rufnummer gegenüber der Post nicht offenlegen mochte, konnte sich nicht für den E-Postbrief-Dienst anmelden (AGB, I.6.5 und IV.2.1).